# 姫路市企業局交通事業部

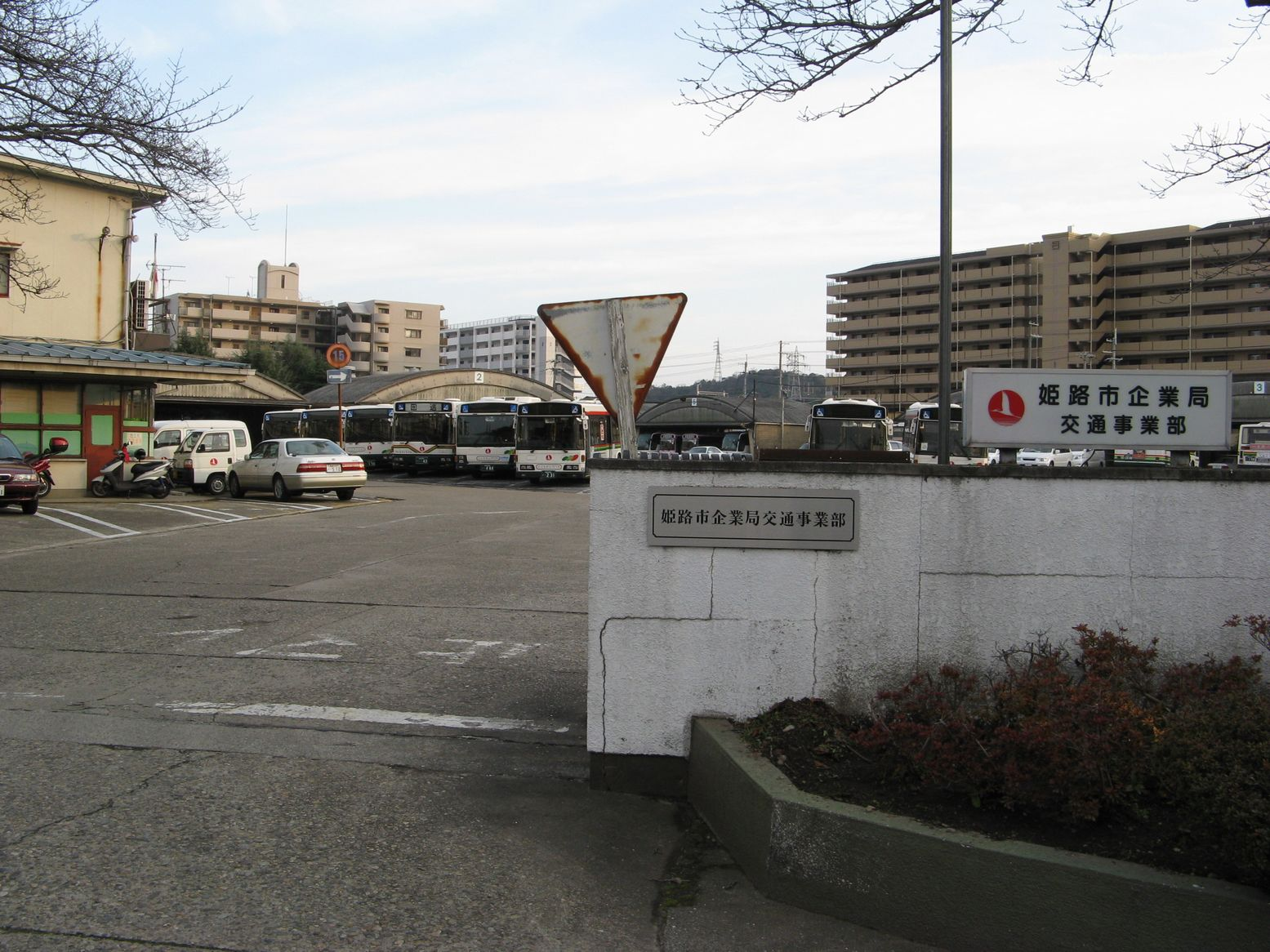
姫路市企業局交通事業部・日出車庫（2009年2月）

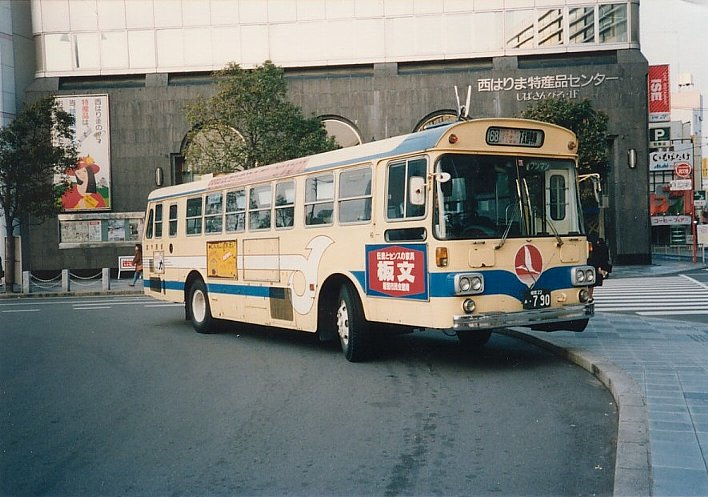
旧塗装（1992年撮影）

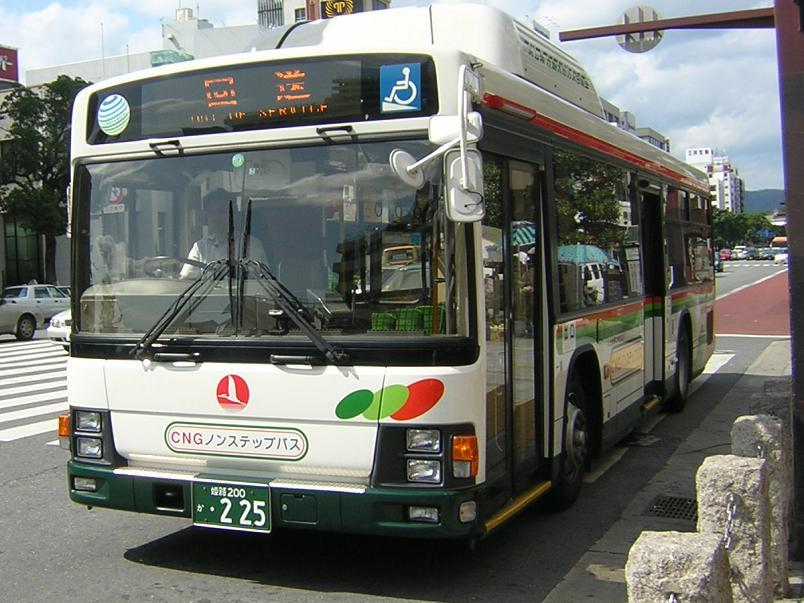
末期の塗装（2005年撮影）

姫路市企業局交通事業部（ひめじしきぎょうきょくこうつうじぎょうぶ）は、兵庫県姫路市で路線バス、モノレール（モノレール線）、ロープウェイ（書写山ロープウェイ）事業を行っていた地方公営企業である。水道局と組織統合するまでは姫路市交通局と称していた。
モノレールは累積赤字の影響で廃止、書写山ロープウェイは姫路市観光交流推進室に移管、路線バス事業もモータリゼーションの進展等で利用者が減少し2010年3月26日で神姫バスに路線移譲された。

## 沿革
- 1946年（昭和21年） - 市営乗合自動車業務開始。
- 1950年（昭和25年） - 一般貸切旅客自動車運送事業開始。
- 1955年（昭和30年） - ワンマンバスの導入を開始。
- 1958年（昭和33年）3月19日 - 書写山ロープウェイ運行開始。
- 1966年（昭和41年）5月17日 - モノレール線が開業。
- 1971年（昭和46年） - 交通事業再建対策審議会が発足。
- 1972年（昭和47年）12月22日 - 路線再編成を翌1973年の2回に分け実施。神姫バスと路線交換する。
- 1974年（昭和49年）4月11日 - モノレール線休止。本来は3月31日休止予定だったが、運輸省（当時）への手続きミスで延びていた。さよなら運転は前日4月10日[1]。
- 1979年（昭和54年）1月26日 - モノレール線正式廃止。
- 1980年（昭和55年）11月1日 - 姫路駅南バスターミナル（現神姫バス駅南のりば）開業。
- 1983年（昭和58年）4月1日 - 中型ワンマンバスの導入を開始。
- 1985年（昭和60年）4月1日 - 乗合バス冷房化100%達成。
- 1986年（昭和61年）3月1日 - 姫路駅北口バスターミナル全面改装。
- 1992年（平成4年）10月1日 - 書写山ロープウェイリニューアル。
- 2005年（平成17年）1月 - 「姫路市交通事業経営健全化計画」策定、市営交通事業の見直し始まる。
- 2005年（平成17年）3月31日 - 一般貸切旅客自動車運送事業（姫路市営観光バス）廃止。
- 2006年（平成18年）4月1日 - 書写山ロープウェイを姫路市観光交流推進室に移管して運営から撤退。神姫バスが、同日より書写山ロープウェイの運行受託業務を開始。
- 2007年（平成19年）7月1日 - 水道局と組織統合により姫路市企業局交通事業部に名称変更。
- 2008年（平成20年）9月16日 - 姫路市営バスの全路線を民間に移譲し、バス事業を廃止することを発表。
- 2008年（平成20年）11月6日 - 姫路市営バスの路線移譲に係る運行事業者が神姫バスに決定。
- 2009年（平成21年）3月28日 - 姫路駅南口発着路線と飾磨駅発着路線、網干駅発着路線を神姫バスに移管。
- 2010年（平成22年）3月26日 - 同日をもって事業廃止。
- 2010年（平成22年）3月27日 - 廃止時点の路線をすべて神姫バスに移管。

## 姫路市営バス
1946年11月に、当時の姫路市長・石見元秀による戦災復興事業の一環として、姫路市経済部に輸送課を設置し開業した。この時点では運輸省からの経営免許を取得しないままであったが、翌12月に臨時経営免許、1948年1月に正式な認可を受けた。戦後の混乱期に民間事業者のバスがストライキ等で麻痺した経験から、市民のための交通機関として石見が主導して設立された。姫路合同貨物から譲渡された木炭車5台を幌バスに転用し、網干線、野里線、白浜線で営業運転を開始した。1953年1月に地方公営企業法の適用を受け、市交通事業となり、同年8月の組織再編により創設された交通局へと移管された。
姫路地区では戦前から神姫合同自動車（現在の神姫バス）がバス事業を展開していた。この状況での市バス参入の背景には、同年の広域合併（ラモート合併）の際、合併条件としてバス路線の敷設されていない地区への路線新設が要請されていたこともあった。競合関係にある神姫バスとの協議は難航し、交渉の結果1954年2月に第一次運輸協定を締結し、神姫バスの収益源であった野里線への市営バスの参入を認めること、市営バスが料金体制を神姫バスに合わせること等を定めた。その後も両者の対立は続き、大阪陸運局（現・国土交通省近畿運輸局大阪運輸支局）の仲介により1958年7月に協定改正に至る。

### 概略
22路線44系統、営業距離 105.74kmの路線を運行していた。姫路駅の南北にターミナルを設けており、飾磨駅・網干駅発着の路線もあった。平成18年（2006年）年度末時点での輸送人員は12,327人/日。神姫バスと区別するため、単に「市バス」もしくは「市営」とも呼称されていた。
モータリゼーションの進展と、運行エリアがインナーシティ問題や重化学工業衰退の影響を強く受ける地区のため経営状況は非常に厳しく、累積欠損額は平成18年度決算で約11億5千万円に達しており、様々な合理化が行われてきた。

### 路線の交換・譲渡
姫路市の市営バスは1947年の開業後、市民サービス向上の方針のもとに路線網の拡大を進めていった。当初は神姫バスも協力的だったが、市営バスの路線拡大と共に競合路線が増加し、次第に対立関係となっていった。
しかし1960年代に入り、モータリゼーションの進捗による利用者の減少などから、他の公営バス事業者でも顕在化していた赤字体質が問題化していた。そこで、1971年6月18日に交通事業再建対策審議会が発足、7月21日に吉田豊信市長から諮問を受け、翌1972年2月10日に同審議会は吉田市長へ答申。これを受け、1972年9月30日に交通事業再建整備計画が策定された。
1972年当時、姫路市交通局では神姫バスとの競合路線も多く非効率だったため、主に国道2号より南側を市営バス、国道2号の北側や市域外にかけては神姫バスのエリアとして路線交換を行うこととし、1972年12月22日に路線再編成第1次分を、翌1973年4月5日に第2次分を実施した。市営バスは合理化を達成できたが、神姫バス側は有力な南部路線を手放す形になった。しかしながらこうした再建策にもかかわらずベースアップによる人件費負担の増大やオイルショックに起因する急激な物価高騰等により、1972年度末の累積赤字は19億4900万円に達し、市交通局は1973年8月施行の地方公営交通事業経営健全化促進法による再建団体指定を目指すことを決断する。1974年1月29日、自治省は姫路市から提出された再建計画を了承し、1973年度から15年計画で再建が進められることになった。
その後も散発的に神姫バスへの路線譲渡を実施しており、1996年以降に大日東口線や青山ゴルフ場線、網干駅 - ダイセル（ダイセル姫路製作所網干工場）線などが神姫バスに譲渡され、2007年3月24日に書写駅（書写山ロープウェー）線と大池台線、2008年3月22日には姫路駅北口 - 才崎橋西詰 - 新日鉄病院・新日鉄（新日本製鐵広畑製鐵所）線が譲渡されている。
その後も姫路市街付近などでは神姫バスと重複する区間があり、姫路市営バス・神姫バス双方で指定された区間に限り利用できる共通定期券を発行。神姫バスは、自社発行のNicoPaやJR西日本のICOCAなどのIC乗車券に対応しているが、姫路市営バスではNicoPaなどのIC乗車券には対応しないまま、事業撤退を迎えた。

#### 事業撤退
2008年9月16日に、当時運行していた16路線34系統すべてと姫路市立書写養護学校スクールバスを、公募で選定した1つの運行事業者に2か年かけて移譲し、バス事業を廃止することが発表。2008年11月6日に、バス事業の移譲先が神姫バスに決定した。移譲路線と移譲時期は下記の通り。
- 2009年3月28日[7]より南北循環、市役所、飾磨中央、火力、庄田、東山、灘中、大津、大津南（駅南発路線）。
- 2010年3月27日[8]より四郷、東蒲田、英賀保新日鉄、思案橋、姫路港、荒川、日出車庫（駅北発路線）、姫路市立書写養護学校スクールバス。

2010年3月26日をもって全路線の民間移譲を完了し、市営バス事業は廃止になった。なお、姫路市に続いて、明石市営バスも2012年3月16日に神姫バスと山陽バスへ、尼崎市営バスも2016年3月20日から全路線を阪神バスへ委譲する形でそれぞれ廃止しており、兵庫県内の公営バスは神戸市及び伊丹市のみになった。

### 車両
日産ディーゼル（現「UDトラックス」）・日野・いすゞ・三菱ふそうの国産4メーカーをほぼ均等に導入していた。
末期はCNGノンステップバスを含むノンステップバスがほとんどを占めており、一部ワンステップバスが在籍していた。車体も純正メーカーがほとんどだが、若干西日本車体工業製も在籍していた。
民営化にあたり大半が神姫バスに引き継がれたほか、芸陽バスに日野ブルーリボンの西工架装車1台、富山地方鉄道に日産ディーゼルRM・いすゞエルガミオの2台が移籍している。

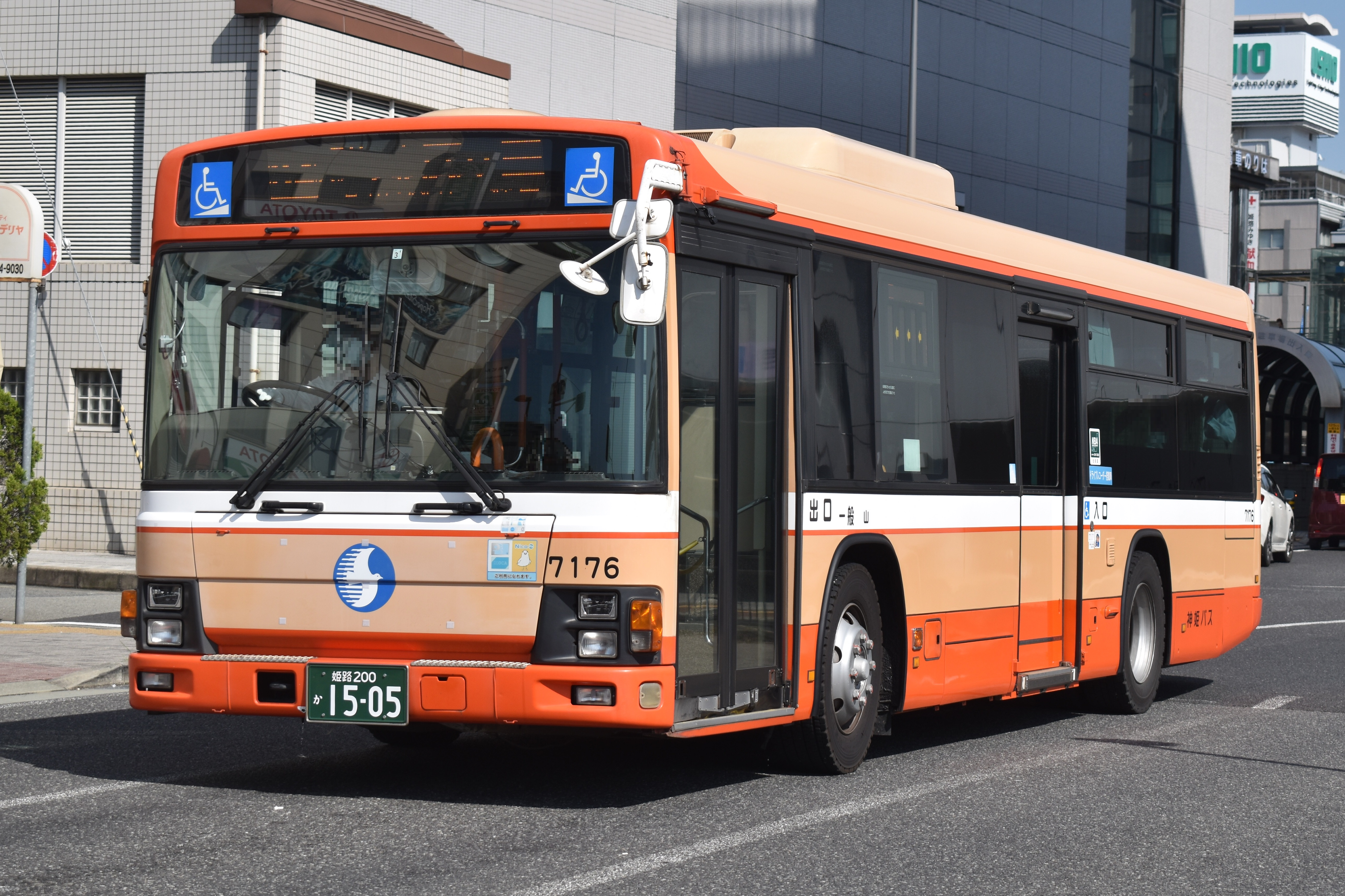
神姫バスに引き継がれた車両のひとつ。前面の車椅子対応ステッカーや屋根上通風機・空調装置の形状で同社自社発注車と見分けられる
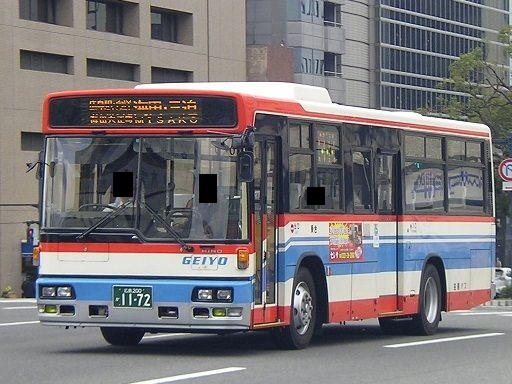
芸陽バスに移籍した日野+西工架装車